# 科潘基 (卡盧什區)
49°5′23″N 24°23′31″E / 49.08972°N 24.39194°E

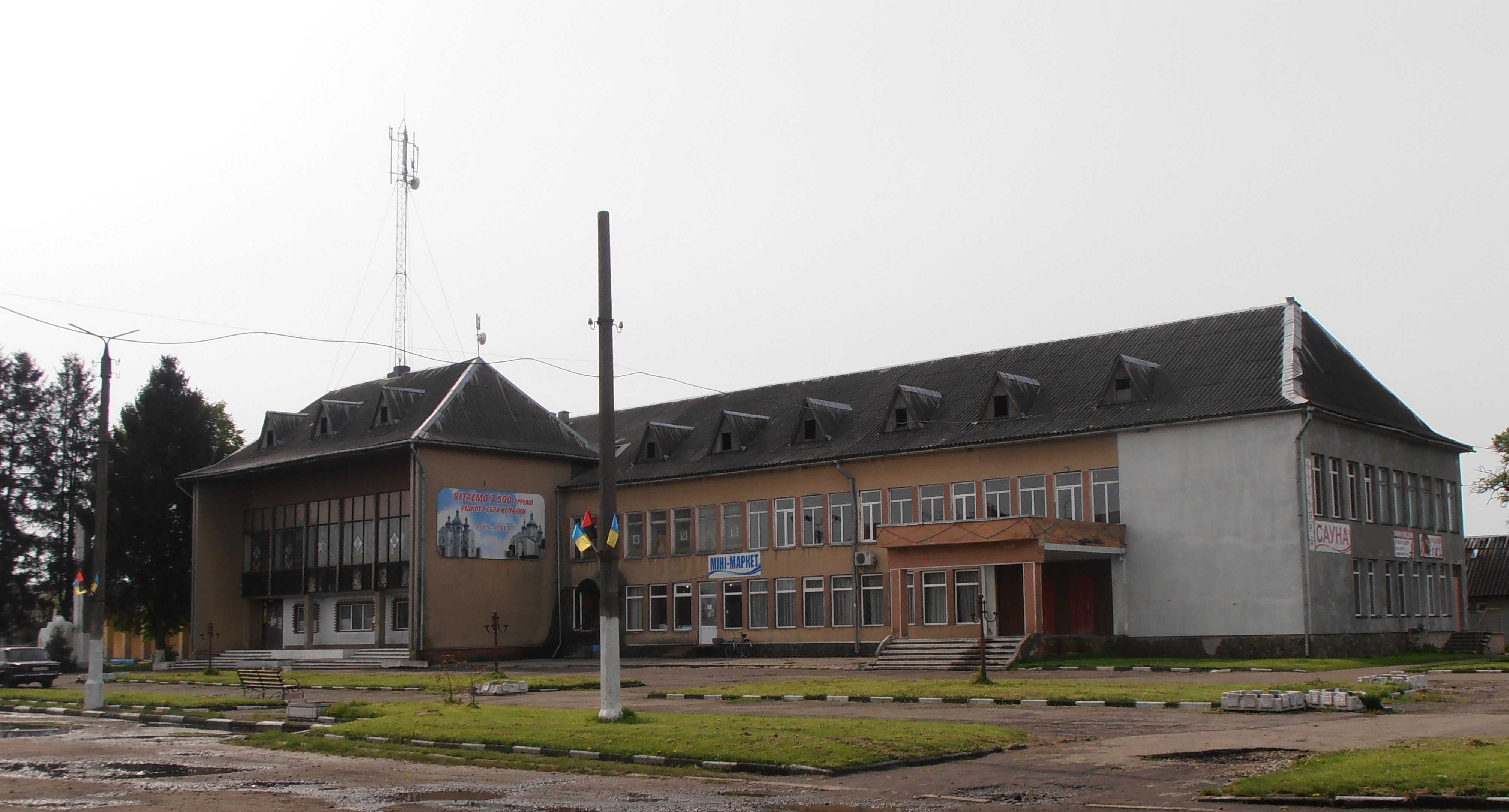
村中心

科潘基（烏克蘭語：Копанки）是烏克蘭的村落，位於該國西部伊萬諾-弗蘭科夫斯克州，由卡盧什區卡卢什市镇負責管轄，處於锡夫卡河畔，始建於1496年，面積25.4平方公里，2001年人口2,052。